# Гаплогруппа T1a2 (мтДНК)
Гаплогруппа T1a2 — гаплогруппа митохондриальной ДНК человека.

## Распространение
Гаплогруппа T1a2 и её субклады встречаются в различных регионах мира, включая Ближний Восток и Западную Азию (Турция, Иран, Йемен, Саудовская Аравия, Израиль, Ирак, Кувейт, Армения, Азербайджан), Европу (Италия, Испания, Португалия, Греция, Словакия, Польша, Венгрия, Германия, Россия), Северную Африку (Египет, Тунис, Алжир), Центральную Азию (Пакистан). Некоторые образцы имеют неизвестное происхождение, что указывает на возможное распространение и в других регионах.

## Палеогенетика

### Неолит
Докерамический неолит B
- Эйн-Газаль — Амман (мухафаза), Иордания[1]
  - I1700 | AG88_1 __ 8300-7900 BCE __ М __ H-P96 # T1a2
  - I1727 | AG_83_3082 __ 8300-7900 BCE __ М __ F-M89 # T1a2
  - I1710 | AG83_6 __ 7733-7526 calBCE (8580±60 BP, Poz-81098) __ М __ E-Z1919 # T1a2

Старчевская культура
- I1878 | BAM17b __ Alsónyék-Bátaszék, Mérnöki telep (feature 1483) __ Батасек, Тольна (медье), Венгрия __ 5832-5667 calBCE (6857±31 BP, MAMS-11935) __ М __ H2 (H-FTF141) # T1a2.[2]

### Халколит
Доисторический Левант
- I1170 | CHPKL105-030 __ Peqi’in cave __ Пкиин, Северный округ (Израиль) __ 4500-3900 BCE __ М __ T1a1a (T-Y4119) # T1a2.[3]

Ласиньская культура
- I10068 | P8L2-2 __ Potočani __ Джуловац, Бьеловарско-Билогорска, Хорватия __ 4200 years cal BCE __ М __ G2a2b2a1a1a # T1a2.[4]

### Бронзовый век
Майкопская культура
- MK5008.B0101 | BZNK-066/3 __ Marinskaya 5 (kurgan 1, grave 16) __ Марьинская (Ставропольский край), Россия __ 3364-3107 calBCE (4544±25 BP, MAMS-29810) __ М __ J-M267 # T1a2.[5]

Доисторический Левант
- I7182 | S7182.E1.L1 __ Tel Yehud (Tell el-Yehudia) __ Йехуд, Центральный округ (Израиль) __ 2500-2000 BCE __ М __ J2b-M102 # T1a2.[6]

Лчашен-мецаморская культура
- I15734 | 2663; Nerkin Getashen; Tomb 23 __ Неркин-Геташен, Гехаркуникская область, Армения __ 1438-1302 calBCE (3115±20 BP, PSUAMS-7201) __ Ж __ T1a2.[7]
- RISE397 __ Kapan (tomb 6, skeleton 2) __ Капан, Сюникская область, Армения __ 1048-855 calBCE (2807±31 BP, OxA-31002) __ М __ R1b-BY3296 # T1a2 > T1a2e.[8]

### Железный век
Ахеменидская империя
- SFI-34 | ERS4542984 __ Beirut SFI-1075 (T5 cxt 1062) __ Бейрут (мухафаза), Ливан __ 540-330 BCE __ М __ J1-M267 > J-Z18216 # T1a2.[9]

Восточногальштатская культура
- I5726 | CRO4; Grob 9; Sonda 1 __ Sv. Križ Brdovečki __ Мария-Горица, Загребачка, Хорватия __ 538-399 calBCE (2390±20 BP, PSUAMS-2868) __ Ж __ T1a2a.[7]

### Средние века
Великая Моравия
- POH36 | Pohansko 36 __ Поганьско __ Южноморавский край, Чехия __ 700-900 CE __ М __ I-Y4882* > I-PH5237 # T1a2*.[10]

Османская империя
- I14823 | ZK-59 __ Zeytinliada, Meryemana Manastırı __ Эрдек, Балыкесир (ил), Турция __ 1515-1652 calCE (295±20 BP, PSUAMS-6790) __ М __ R1b1a1b1a1a1c2b2b1a1a (R-S1734) # T1a2.[7]

## Публикации
2015
- Allentoft ME, Sikora M, Sjögren KG, et al. (June 2015). Population genomics of Bronze Age Eurasia. Nature. 522 (7555): 167–172. doi:10.1038/nature14507. PMID 26062507.

2016
- Lazaridis I, Nadel D, Rollefson G, et al. (August 2016). Genomic insights into the origin of farming in the ancient Near East. Nature. 536 (7617): 419–424. doi:10.1038/nature19310. PMC 5003663. PMID 27459054.

2017
- Lipson M, Szécsényi-Nagy A, Mallick S, et al. (November 2017). Parallel palaeogenomic transects reveal complex genetic history of early European farmers. Nature. 551 (7680): 368–372. doi:10.1038/nature24476. PMC 5973800. PMID 29144465.

2018
- Harney É, May H, Shalem D, et al. (August 2018). Ancient DNA from Chalcolithic Israel reveals the role of population mixture in cultural transformation. Nature Communications. 9 (1): 3336. doi:10.1038/s41467-018-05649-9. PMC 6102297. PMID 30127404.

2019
- Wang CC, Reinhold S, Kalmykov A, et al. (February 2019). Ancient human genome-wide data from a 3000-year interval in the Caucasus corresponds with eco-geographic regions. Nature Communications. 10: 590. doi:10.1038/s41467-018-08220-8. PMC 6360191. PMID 30713341.

2020
- Agranat-Tamir L, Waldman S, Martin M, et al. (May 2020). The Genomic History of the Bronze Age Southern Levant. Cell. 181 (5): 1146-1157.e11. doi:10.1016/j.cell.2020.04.024. PMC 10212583. PMID 32470400.
- Haber M, Nassar J, Almarri MA, et al. (July 2020). A Genetic History of the Near East from an aDNA Time Course Sampling Eight Points in the Past 4,000 Years. American Journal of Human Genetics. 107 (1): 149–157. doi:10.1016/j.ajhg.2020.05.008. PMC 7332655. PMID 32470374.

2021
- Novak M, Olalde I, Ringbauer H, Rohland N, Ahern J, Balen J, Janković I, Potrebica H, Pinhasi R, Reich D (March 2021). Genome-wide analysis of nearly all the victims of a 6200 year old massacre. PLOS One. 16 (3): e0247332. doi:10.1371/journal.pone.0247332. PMC 7946188. PMID 33690651.{{cite journal}}:  Википедия:Обслуживание CS1 (не помеченный открытым DOI) (ссылка)

2022
- Lazaridis I, Alpaslan-Roodenberg S, Acar A, et al. (August 2022). The genetic history of the Southern Arc: A bridge between West Asia and Europe. Science. 377 (6609): eabm4247. doi:10.1126/science.abm4247. PMC 10064553. PMID 36007055.